# Acrodactyla atricoxa
Acrodactyla atricoxa là một loài tò vò trong họ Ichneumonidae.